# کارلو بونومی
کارلو بونومی (ایتالیایی: Carlo Bonomi؛ ‏ ۱۲ مارس ۱۹۳۷ – ۶ اوت ۲۰۲۲) صداپیشه و کمدین اهل ایتالیا بود. وی بین سال‌های ۱۹۶۳ تا ۲۰۰۸ میلادی فعالیت می‌کرد. شهرت او به‌واسطهٔ صداپیشگی انیمیشن‌های آقای خط و پینگو است. وی همچنین صداپیشهٔ ایتالیایی میکی ماوس و فرد فلینتستون بود. آخرین صداپیشگی او پیش از بازنشستگی، در بازی استراتژی هم‌زمان هاگ بود.